# اثر ماندگار

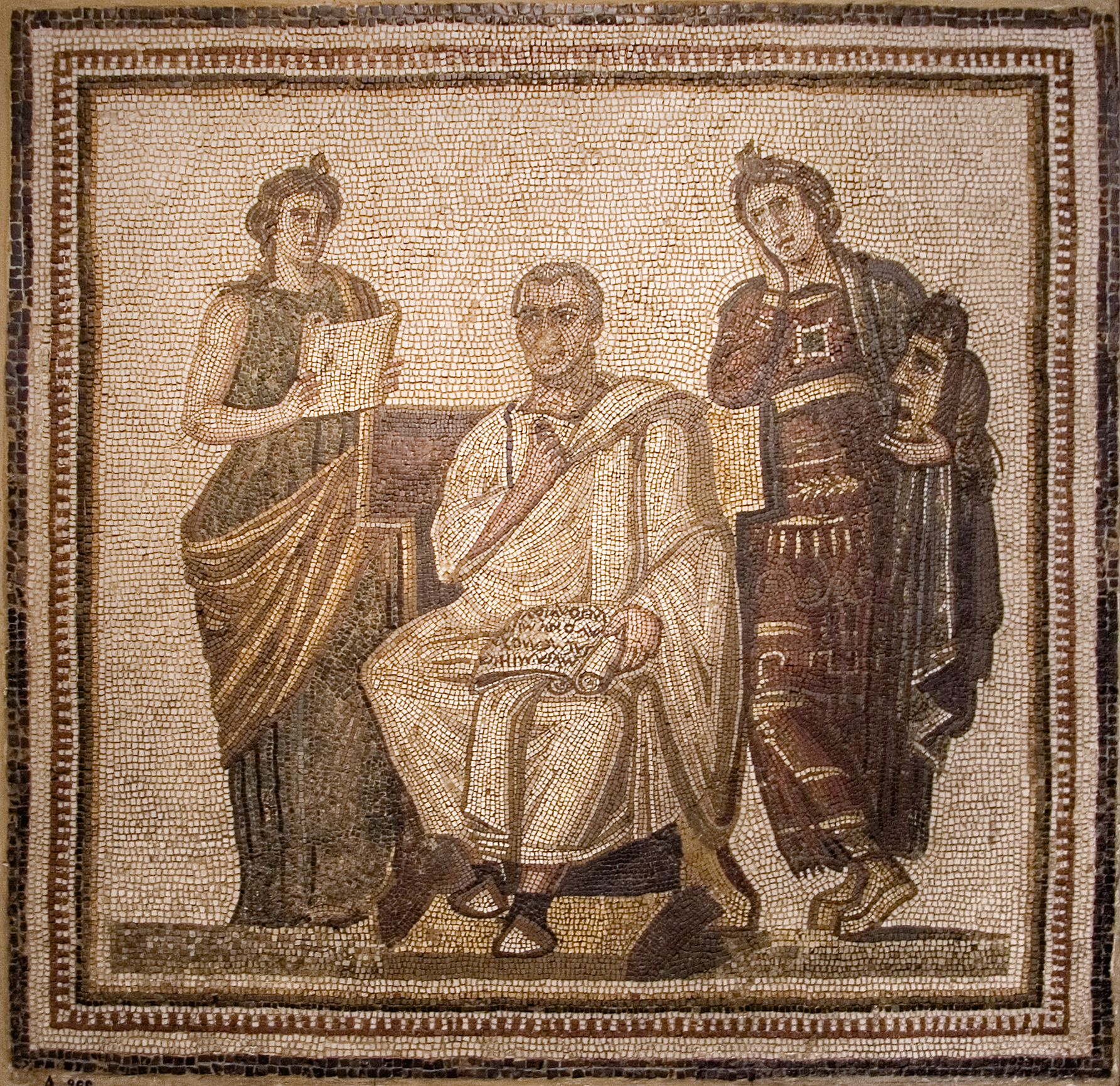
شاعر بزرگ لاتین، ویرژیل، جلدی در دست دارد که روی آن Aenid نوشته شده است. در دو طرف دو موز ایستاده اند: "کلیو" (تاریخ) و "ملپومن" (تراژدی). این موزاییک که مربوط به قرن سوم پس از میلاد است، در هادرومتوم در سوسه، تونس کشف شد و اکنون در موزه باردو در تونس، تونس به نمایش گذاشته شده است.

اَثَر ماندگار، کار جاویدان یا کلاسیک (به انگلیسی: Classic) به هر آفریدهٔ هنری ارزشمند و مانایی گویند که در قالب‌های نوشتاری، دیداری یا شنیداری به‌صورت اصل یا اقتباس یا ترجمه به‌طور مرتب تجدیدنشر شود و مورد نقد و تفسیر قرار ‌گیرد.